# Jean-Baptiste Chermanne
Jean-Baptiste Chermanne (1704-1770) was in de hoedanigheid van architect en aannemer actief in de Oostenrijkse Nederlanden  en in het prinsbisdom Luik.

## Biografie

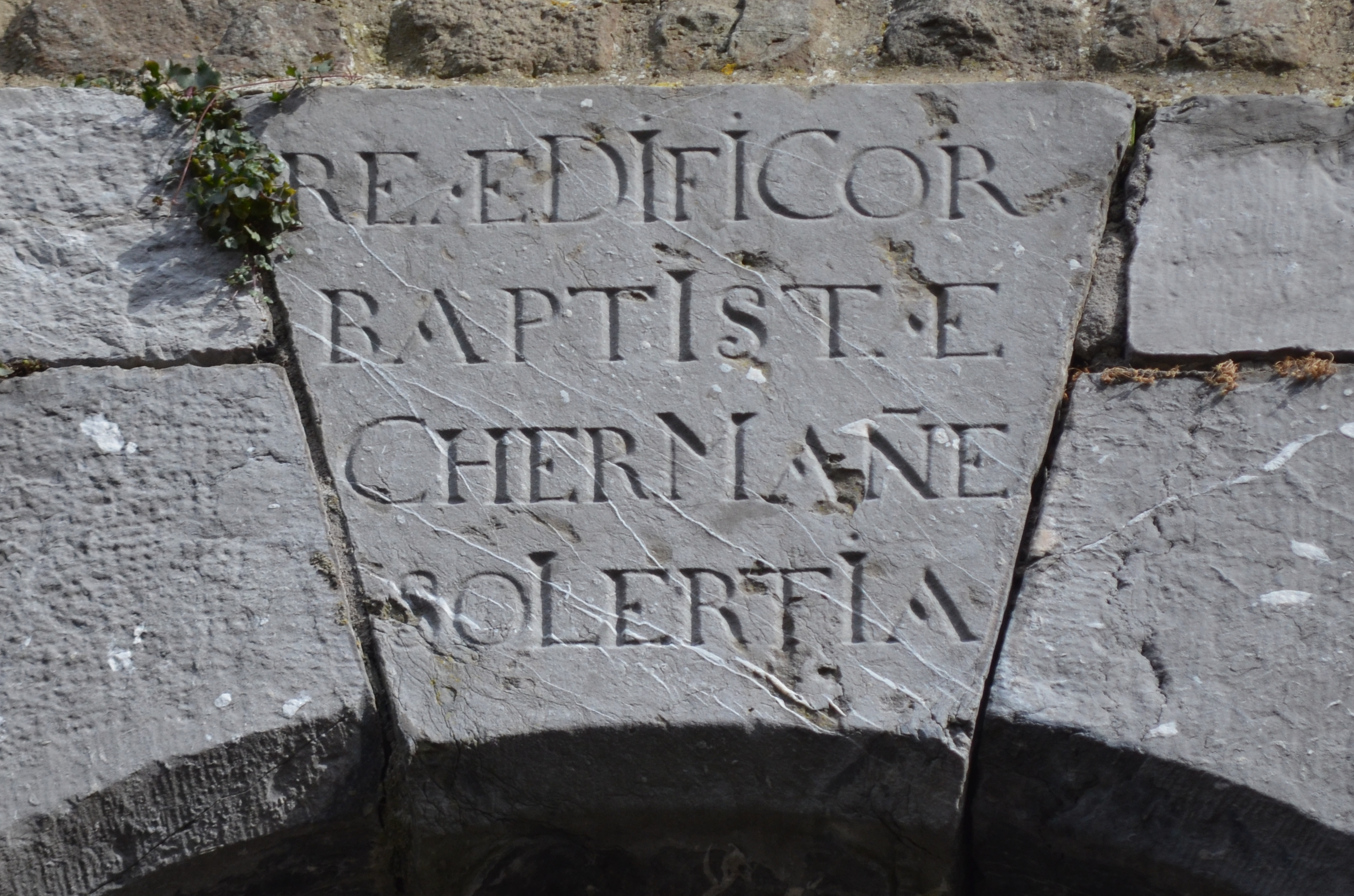
Jaardicht op het belfort van Thuin met de naam Chermanne.

Jean-Baptiste Chermanne werd geboren te Hanzinelle op 17 april 1704. Hij was de zoon van Pierre Chermanne en Suzanne Vanchelle.
Hij verbond zich in de echt te Thuin op 5 februari 1736. Zijn uitverkorene was Jeanne Fagot die behoorde tot een vooraanstaande familie. Vermoedelijk via deze verwantschap kreeg Chermanne tijdens het jaar van zijn huwelijk in de gemeente Thuin toegang tot de gilde van lakenhandelaars.
Het echtpaar kreeg negen kinderen.
In 1751 werd Chermanne lid van de Broederschap van het Heilig Sacrament : een parochiale vereniging met aristocratische allure, die slechts dertien leden telde. In het ledenregister werd hij aangeduid als expert-architect en in die functie richtte hij onder meer religieuze gebouwen op, evenals kastelen.
Na een huwelijk dat 22 jaren duurde, overleed Chermanne's echtgenote, Jeanne, op 27 juli 1758.
Mettertijd was Chermanne gildemeester geworden en in die hoedanigheid geëvolueerd tot burger van Thuin. Dientengevolge kon hij deelnemen aan de burgemeestersverkiezingen en werd hij verkozen als plaatsvervangende burgemeester, voor de jaren 1753, 1760 en 1764.
Jean-Baptiste Chermanne overleed te Thuin op 14 juni 1770. Teneinde uit onverdeeldheid te treden, verkochten de erfgenamen zijn huis (nabij de Sint-Theodarduskerk), evenals zijn meubelen, maar niet zijn bouwkundige documenten.

## Œuvre(Selectie)
De studie van het thans nog bestaande werk toont een voorliefde aan, voor de Louis XV-stijl met sporen van de Louis XIV-stijl. Het gebruik van zuilen en ionische pilasters is een overheersend element in Chermanne's werk.
- 1732-1740 : Walcourt (Laneffe). Bouw van de Sint-Lambertuskerk.[3]
- 1746 : kasteel van Hanzinelle.
- 1748 : Franc-Waret (Fernelmont), Leuzestraat 2. Vergroting van de "Boerderij van Graux" die voorheen eigendom was van de familie "de Groesbeeck".[3]
- 1750-1751 : Philippeville (Sart-en-Fagne). In de vallei van de Hermeton, buiten het dorp : bouw van de molen van Sart-en-Fagne.[3]
- 1750-1752 : hôtel de Groesbeeck - de Croix.
- 1750-1755 : Gedeeltelijke wederopbouw van het kasteel van Franc-Waret.[3]
- 1751-1752 : Namen, J. Saintraintstraat 3-5. Vergroting van het toevluchtsoord van de Abdij van Villers en Brabant (13-de eeuw). Vanaf 1935 werd dit gebouw stadseigendom en "Museum van Groesbeeck-de Croix".[3]
- 1751-1767 : Namen, Place Saint-Aubin. Dagelijkse leiding van de bouw der Sint-Aubankathedraal, gebouwd volgens de plannen van architect Gaetano Matteo Pisoni.[3]
- 1754-1755 : Collegiale Sint-Theodarduskerk en Belfort van Thuin.
- 1754-1756 : Bouw van een kerktoren in barokstijl, aan de collegiale "Sint-Gangulphuskerk" te Florennes.[3]
- 1755 : kerk van de Ongeschoeide Karmelieten te Namen.
- 1755 : Aublain (Couvin). Sint-Lambertuskerk in classicistische stijl, ten dele opgetrokken op kosten van Alexander de Groesbeeck, Heer van Oblain en Roly.[3]
- 1757-1760 : Philippeville (Neuville). Bouw van de Sint-Jan Baptistkerk.[3]
- 1760-1763 : Profondeville (Lesve). Bouw van de kerk "Saint-Wilmar". Toegeschreven aan J.-B. Chermanne.[3]
- 1762 : abdij van Salzinnes.
- 1763 : Thuin (Donstiennes). Parociekerk van Donstiennes. vermoedelijk gebouwd door J.-B. Chermanne.[3]
- 1768 : Profondeville (Arbre). Aan het hoogste punt van het dorp: toren en schip van de Sint-Hubertuskerk, vermoedelijk gebouwd door J.-B. Chermanne.[3]
- 1769-1772 : Philippeville (Roly). Bouw van de Sint-Deniskerk.[3]
- 1770 : Doische (Gimnée). Sint-Servaaskerk met classicistische voorgevel tussen twee pilasters.[3]

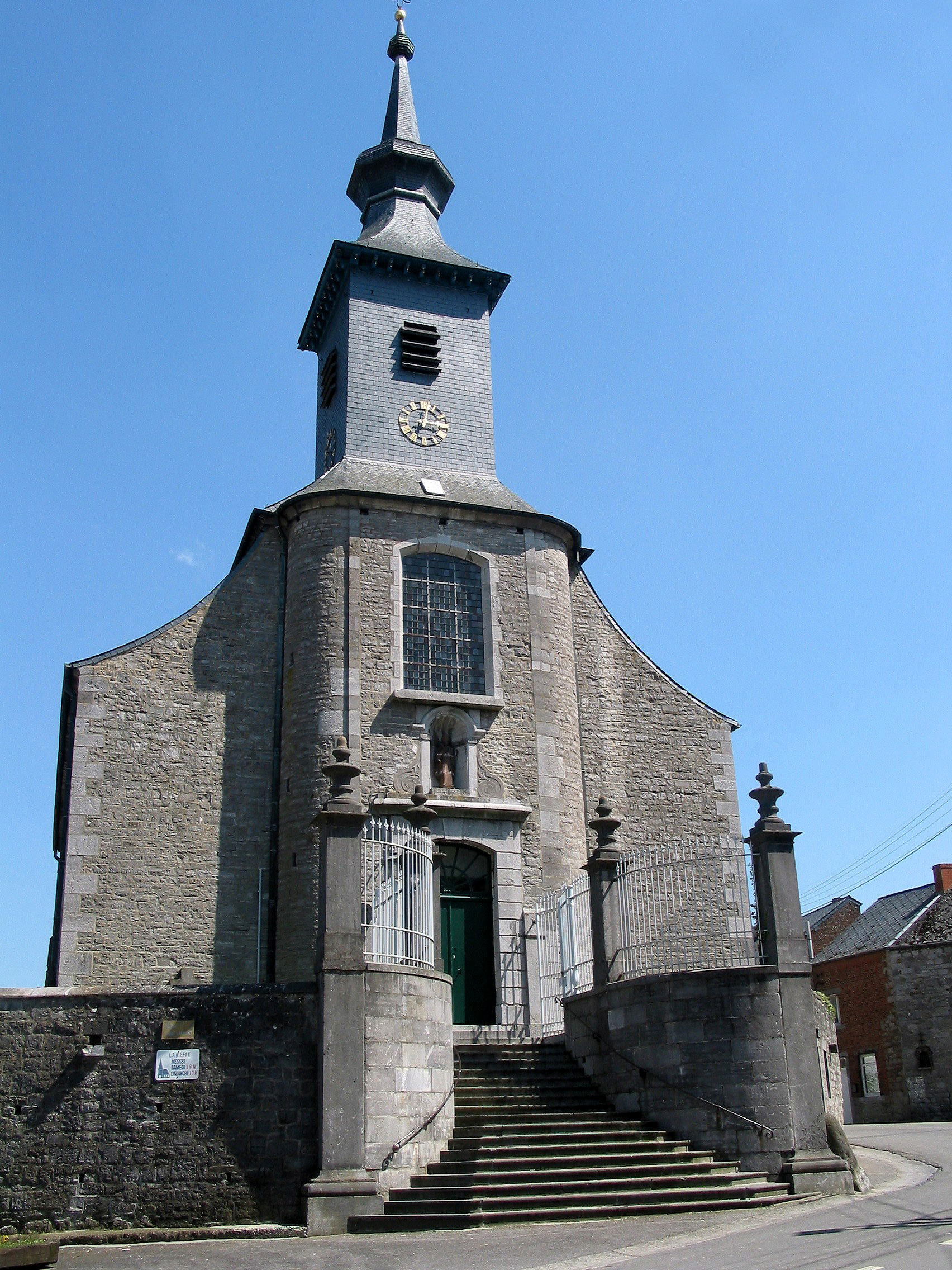
Sint-Lambertuskerk van Laneffe.
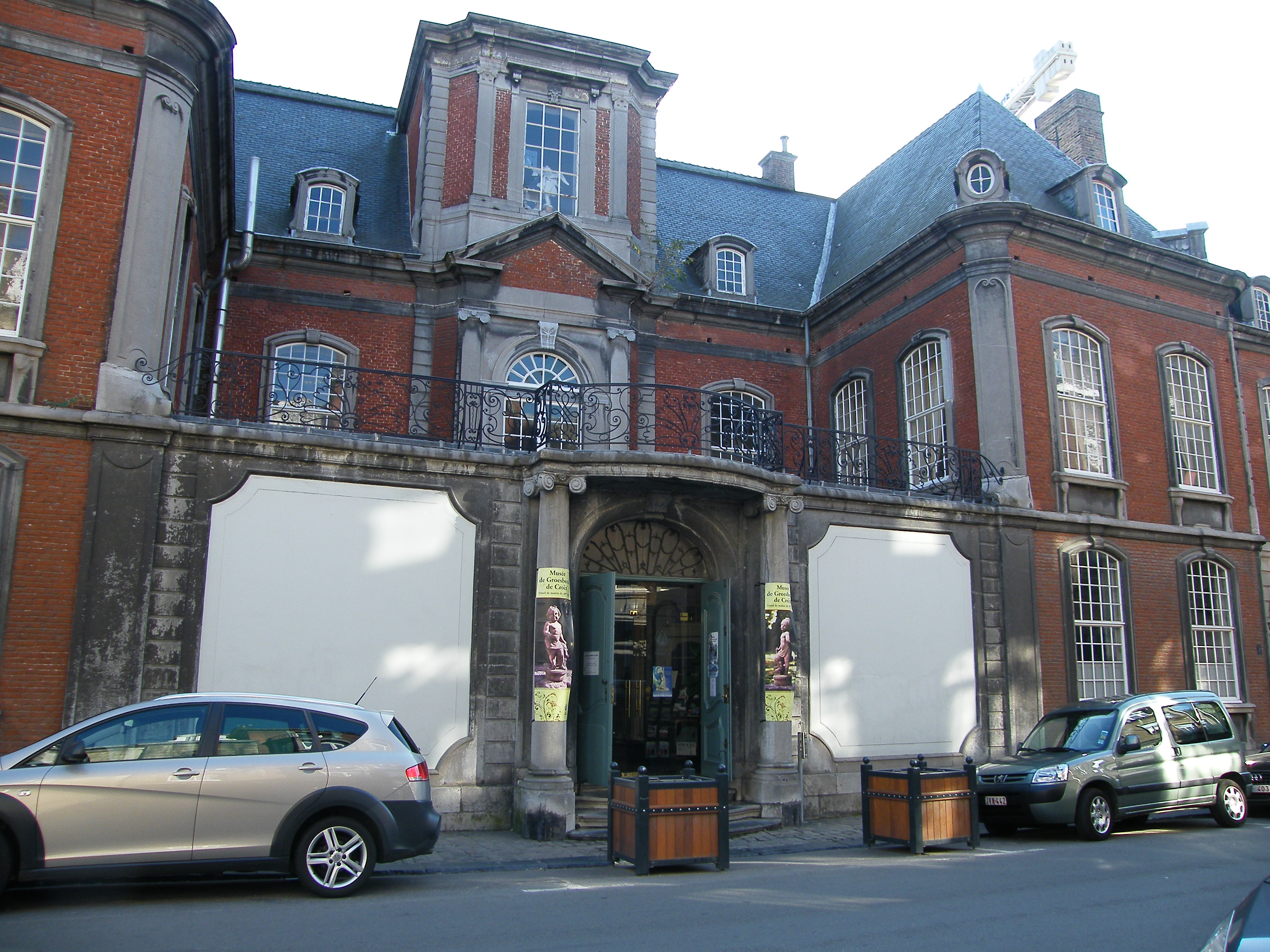
Hotel de Groesbeeck - de Croix in Namen.
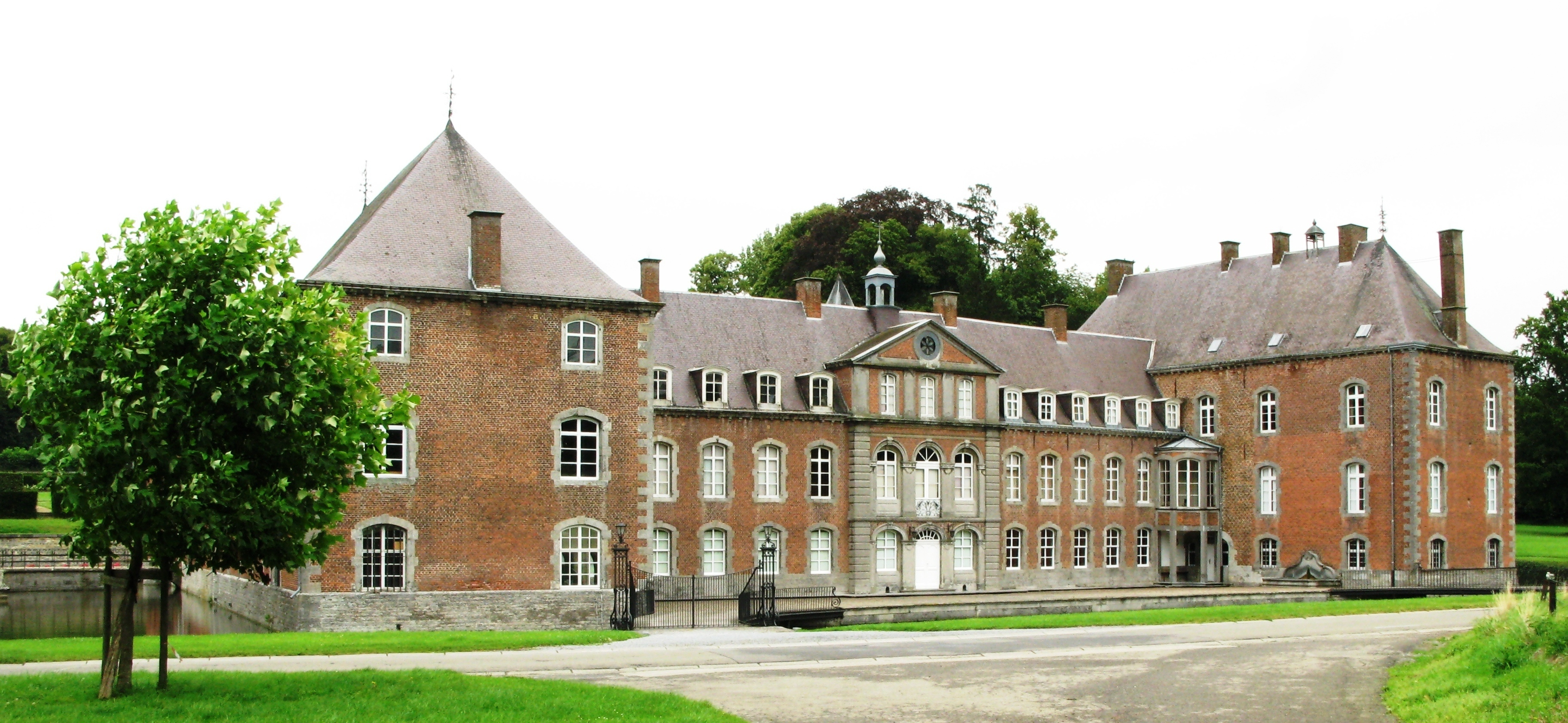
Kasteel van Franc-Waret.
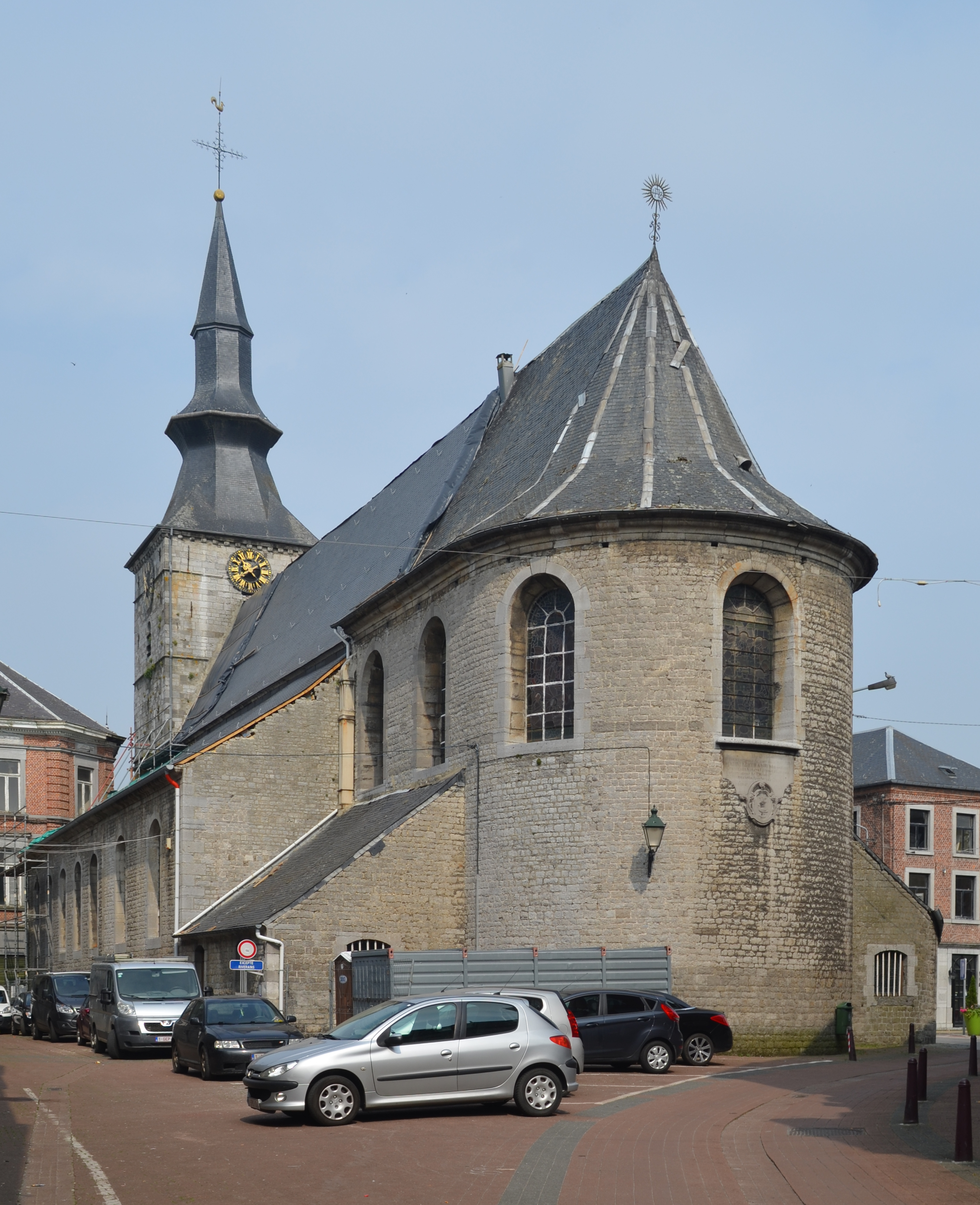
Collegiale van Florennes.